# Campaña Principio 6
La Campaña Principio Seis, también denominada Principio 6 o P6 es una campaña iniciada en enero de 2014 como protesta a raíz de los Juegos Olímpicos de Invierno celebrados en Sochi para denunciar las leyes antihomosexuales de Rusia.
Principio 6 se refiere al sexto principio de la Carta Olímpica que dice que “cualquier forma de discriminación con respecto a un país o una persona por motivos de raza, religión, política, de género o de otro tipo es incompatible con la pertenencia al Movimiento Olímpico.
La campaña fue creada por las organizaciones Athlete Ally y All Out, implicadas en la lucha contra la homofobia y la transfobia en el deporte tras las declaraciones de varios deportistas homosexuales expresando su temor a viajar a Sochi a causa de las leyes rusas antihomosexuales. A ellas se sumaron organizaciones en defensa de los derechos LGBT en el mundo. En Rusia las protestas realizadas en Moscú y San Petersburgo se saldaron con 19 detenidos.

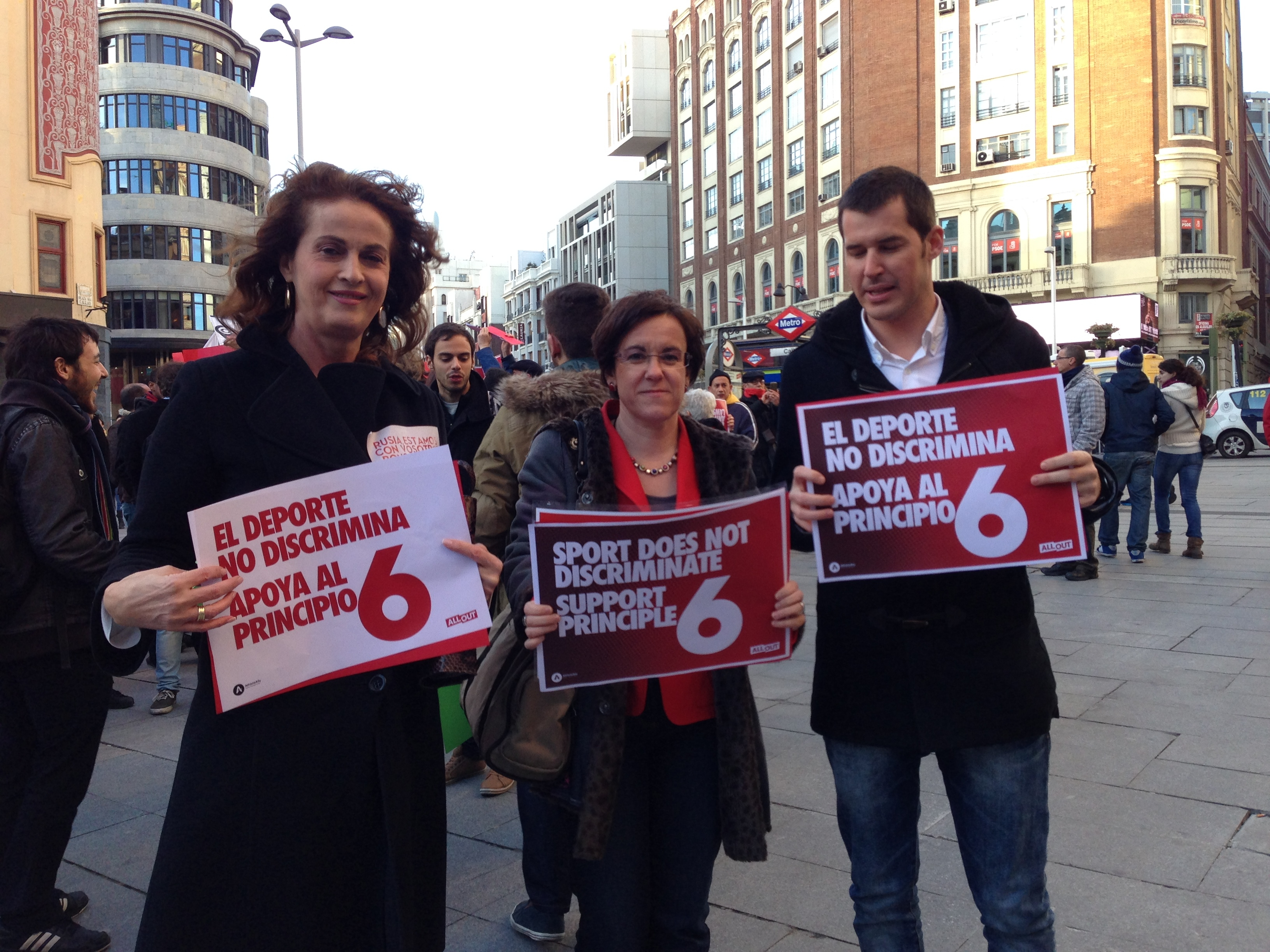
Carla Antonelli y Puri Causapié en la concentración de apoyo a la campaña de apoyo al "Principio 6" de la Carta Olímpica. Madrid, 5 de febrero de 2014

A la campaña se sumaron artistas como Rihanna, Mark Ruffalo y Zachary Quinto que aparecieron en las redes sociales mostrando sus prendas P6 además de 50 campeones olímpicos y destacados deportistas como Martina Navratilova.
En España las organizaciones Arcópoli, COGAM y Halegatos con el Área Internacional de FELGTB se unieron a la convocatoria mundial de protesta del 5 de febrero de 2014 con una concentración en Madrid para denunciar los continuos ataques a la dignidad del colectivo LGTB ruso, así como mostrar su apoyo a todos los atletas y participantes de los JJ. OO. de Sochi.